# Malá Causa
Malá Causa es un municipio del distrito de Prievidza en la región de Trenčín, Eslovaquia, con una población estimada a final del año 2024 de 706 habitantes.
Se encuentra ubicado al este de la región, cerca del río Nitra (cuenca hidrográfica del Danubio) y de la frontera con las regiones de Banská Bystrica y Žilina.

## Demografía
| Año        | 1994 | 2004    | 2014    | 2024    |
| ---------- | ---- | ------- | ------- | ------- |
| Población  | 628  | 621     | 680     | 706     |
| Diferencia |      | −1,11 % | +9,50 % | +3,82 % |

| Año        | 2023 | 2024    |
| ---------- | ---- | ------- |
| Población  | 705  | 706     |
| Diferencia |      | +0,14 % |